# Eremorhax pulcher
Espèce
Eremorhax pulcher est une espèce de solifuges de la famille des Eremobatidae.

## Distribution
Cette espèce est endémique des États-Unis. Elle se rencontre au Nevada et en Arizona.

## Description
Les mâles mesurent de 20,0 à 26,0 mm et les femelles de 20,5 à 31,0 mm.

## Publication originale
- Muma, 1963 : Solpugida of the Nevada Test Site. Brigham Young University Science Bulletin. Biological series, vol. 3, no 2, p. 1-15.